# Madona Neagră de la Częstochowa
Madona Neagră de la Czestochowa (în poloneză Czarna Madonna sau Matka Boska Częstochowska, „Maica Domnului de la Częstochowa”; în slavonă: Ченстоховская икона Божией Матери) este o icoană a Maicii Domnului găzduită la mănăstirea Jasna Góra în Czestochowa, Polonia.

## Icoana
Originile icoanei și data pictării ei sunt încă disputate între cercetători. Dificultatea în datarea icoanei provine din faptul că imaginea originală a fost repictată, după ce a fost grav avariată de raziile husite în 1430. Restauratorii medievali, nefiind familiarizați cu metoda de pictură în encaustic, au constatat că vopselele aplicate în zonele afectate erau „pur și simplu înlăturate de pe imagine”, potrivit cronicarului Risinius, și soluția lor a fost de a șterge imaginea originală și de a repicta pe panoul original, care a fost considerat a fi sfințit din cauza originii sale legendare ca parte a mesei din casa Sfintei Familii. Pictura reprezintă o compoziție tradițională bine cunoscută în icoanele din Biserica Ortodoxă, iar icoana e compusă în stil bizantin. Fecioara Maria este pictată ca Odighitria ("Cea care arată Calea"). În icoană Fecioara înreaptă atenția de la ea însăși, facând un gest cu mâna dreaptă, către Isus ca sursa mântuirii. La rândul său, copilul Isus întinde mâna dreaptă spre privitor, în semn de binecuvântare, în timp ce ține un evangheliar în mâna stângă. Icoana arată Madonna în haină de Fleur de Lys.

## Istoricul icoanei

### Tradiția după Luca
Icoana Sfintei Maria de la Czestochowa a fost strâns asociată cu Polonia în ultimii șase sute de ani. Istoria ei înainte de sosirea sa în Polonia este învăluită în numeroase legende care trasează originea icoanei pâna la Sfântul Luca, care ar fi pictat-o pe o masă de cedru din casa Sfintei Familii.

### Aducerea la Częstochowa
Unul dintre cele mai vechi documente din Mănăstirea Jasna Góra spune că icoana a călătorit de la Ierusalim prin Constantinopol și Belz, pentru a ajunge in final la Czestochowa, în august 1382 de către Vladislav din Opole, Duce de Opole. Totuși, surse  mai recente ucrainene susțin că fost luată de Vladislav din Opole de la Castelul Belz, când orașul a fost încorporat în regatul polonez, iar și mai devreme în istoria sa a fost adusă la Belz cu multe ceremonii și onoruri de către cneazul Lev I din Galicia. Auritele fleur-de-lis, pictate pe vălul albastru azur al Fecioarei, sunt de fapt identice cu cele din stema regilor Franței, iar explicația cea mai probabilă este că icoana a fost prezentă în Ungaria în timpul domniei regelui Carol Robert de Anjou sau a lui Ludovic cel Mare al Ungariei, din dinastia de Anjou, care au avut fleur-de-lis în blazonul lor familial. Acest lucru sugerează că icoana a fost, probabil, adusă la Jasna Gora de călugării paulini veniți în Polonia de la mănăstirea lor din Ungaria.

## Încoronarea ca Regină și protectoare a Poloniei
Madonna Neagră este creditată cu salvarea în mod miraculos a mănăstirii de la Jasna Gora în timpul invaziei din secolul XVII. Asediul de la Jasna Gora a avut loc în iarna anului 1655, în timpul războiului de Nord, "Potopul" - denumire sub care e cunoscută invazia de către suedezi a Republicii polono-lituaniene. Suedezii au făcut încercarea de a captura manastirea Jasna Gora din Czestochowa. Totusi, asediul care a durat luni de zile a fost ineficient, iar o forță mică formată din călugării de la mănăstire conduși de starostele lor și susținută de voluntari locali, cea mai mare parte din nobilime, au infrânt pe mercenarii germani numeric superiori, au salvat icoana lor sacră și, conform unor relatări contemporane evenimentelor, au schimbat cursul războiului.
La scurt timp după aceea, în catedrala din Lviv, la 1 aprilie 1656, Ioan Cazimir, regele Poloniei, pronunță în mod solemn jurământul lui de a consacra țara protecției fecioarei Maria, pe care a proclamat-o patroana ei și regină peste toate domeniile din regatul său.
Se spune că regele Ioan Sobieski, înainte de a porni spre Viena, pentru a o despresura din asediul otomanilor, s-a rugat în fața icoanei Preacuratei Fecioare Maria de la Częstochowa.

## Legende despre înfățișarea icoanei
O altă legendă a Madonei Negre de la Czestochowa susține că prezența picturii sfinte a salvat biserica de la distrugere într-un incendiu, dar nu înainte ca flăcările sa fi întunecat pigmenții icoanei.
Legenda în ceea ce privește cele două cicatrici de pe obrazul drept al Madonei Negre este că husiții, care au luat cu asalt mănăstirea paulină în 1430, au procedat la jefuirea sanctuarului. Printre lucrurile furate a fost și icoana. După ce au pus-o în căruța lor, husiții au încercat să scape, dar caii lor au refuzat să plece din loc. Atunci, ei au aruncat portretul la pământ și unul dintre jefuitori a scos sabia și a provocat două tăieturi adânci. Atunci când tâlharul a încercat să o taie a treia oară, el a căzut la pământ și s-a târât în agonie până la moartea sa. În ciuda încercărilor de a repara urmele acestor cicatrici, restauratorii au avut dificultăți în acoperirea acestor slash-uri (și au aflat că icoana a fost pictată cu tempera infuzată cu ceară diluată). În comemorarea atacului, două tăieturi de pe obrazul drept au fost desenate cu un stilou.
O altă legendă afirmă că, odată ce tâlharul a lovit de două ori pictura, fața Fecioarei Maria a început să sângereze, și în panică, speriați, husiții s-au retras și au lăsat icoana.

## În zilele noastre
Din datorită Madonei Negre, Częstochowa este considerată ca fiind altarul cel mai popular în Polonia, mulți catolici polonezi făcând un pelerinaj acolo în fiecare an. Deseori, localnicii se aliniază pe marginea drumului ca să le ofere pelerinilor mâncare, dat fiind că cei care au mers pe jos distanța până la Częstochowa au avut de mers toată ziua.

## Devotamentul pentru imaginea Madonei Negre de la Częstochowa în alte tradiții
După cum reiese din icoana din dreapta, și creștinilor ortodocși le era cunoscută imaginea Madonei Negre. În Voodoo, se crede că o descriere comună a Erzuliei își are originea în copii ale icoanei Madonei Negre de la Czestochowa, aduse în Haiti de soldați polonezi luptând de ambele părți ale Revoluției din Haiti de la 1802. Adesea, ea este reprezentată ca o femeie plină de viață și plină de cicatrice, care ține un copil, protector, într-o mână și un cuțit în cealaltă. Ea este o războinică și o protectoare feroce în special a femeilor și copiilor. În Santeria, această imagine este cunoscută ca Santa Barbara Africana.  Ucrainenii au, de asemenea, o devoțiune specială pentru Madona de la Czestochowa.